# Flora of Australia
Flora of Australia est le titre d'une flore en 59 volumes décrivant les plantes vasculaires, les bryophytes et les lichens présents en Australie et dans ses territoires extérieurs. La série est publiée par l'Australian Biological Resources Study (ABRS) qui estime que lorsqu'elle sera complète elle comportera la description de plus de 20 000 espèces de plantes. 

## Volumes
Le volume 1 de la série a été publié en 1981, une seconde édition étendue est sortie en 1999. La série adopte le système taxonomique de Cronquist. L'ABRS a également publié  Fungi of Australia, Algae of Australia et Flora of Australia Supplementary Series.

## Autres flores australiennes
Les recensements de la flore australienne réalisés jusqu'ici sont peu nombreux. Parmi ceux-ci figurent :
- 1793-1795 James Edward Smith Specimen of the Botany of New Holland
- 1804-1805 James Edward Smith Exotic Botany
- 1804-1807 Jacques Labillardière Novae Hollandiae Plant. Spec
- 1810 Robert Brown Prodromus Florae Novae Hollandiae
- 1814 Robert Brown Botanical Appendix to Flinders' Voyage
- 1849 Robert Brown Botanical Appendix to C. Sturt, Narrative of an Expedition into Central Australia
- 1856 J. D. Hooker Introductory Essay, Flora Tasmaniae
- 1863-1878 George Bentham Flora Australensis
- 1882 Ferdinand von Mueller Systematic Census of Australian Plants
- 1889 Ferdinand von Mueller Second Systematic Census
- 1990 R. J. Hnatiuk Census of Australian Vascular Plants